# Adonisea biundulata
Adonisea biundulata là một loài bướm đêm trong họ Noctuidae.